# Dolichotetranychus macer
Dolichotetranychus macer är en spindeldjursart som beskrevs av Baker och Pritchard 1956. Dolichotetranychus macer ingår i släktet Dolichotetranychus och familjen Tenuipalpidae. Inga underarter finns listade i Catalogue of Life.